# 盛唐郡
盛唐郡，唐朝时设置的郡。
至德二年（757年），改同安郡置，治所在怀宁县（今安徽省潜山市）。辖境相当今安徽省天柱山、桐城市以南，铜陵县以西的长江以北地区。属淮南道。下辖五县：怀宁县、宿松县、望江县、太湖县、桐城县。乾元元年（758年），改为舒州。 